# Iraanse Moskee (Dubai)
De Iraanse Moskee is een sjiitische moskee gelegen nabij de oude textielsouk in de wijk Bur Dubai in de stad Dubai, in de Verenigde Arabische Emiraten. De moskee staat ook bekend als Ali Ibn Abi Talib-moskee, de centrale figuur van het sjiisme. Het werd oorspronkelijk gebouwd in 1979.

## Architectuur
De moskee is geïnspireerd op de Perzische architectuur en valt op door zijn kleurrijke exterieur en interieur. Het beschikt over een gevel en een uivormige koepel, gemarkeerd met uitgebreid Perzisch faience-tegelwerk, en een azuurblauwe achtergrond met bloempatronen. Islamitische kalligrafie uit de Koran is gegraveerd in rozetten, te midden van wervelingen in de kleuren groen, geel, rood en wit. De moskee vindt zijn oorsprong in de Iraanse gemeenschap van de stad.
Lonely Planet beschrijft het als een "eenvoudige, maar opvallende moskee in het textielgebied van Bur Dubai Souq" en valt op door zijn "sensuele, bolvormige koepels en zacht taps toelopende minaret."